# Manuel Camus
Manuel Camus (Manilla, 16 oktober 1875 - 16 december 1949) was een Filipijns advocaat, rechter en politicus.

## Biografie
Manuel Camus werd geboren op 16 oktober 1875 in Binondo, een district in de Filipijnse hoofdstad Manilla. Hij was een zoon van Pedro Camus en Gregoria Roxas en een kleinzoon van de Spaanse officier Manuel de Camus. Camus volgde onderwijs de Ateneo de Manila en voltooide de Escuela Naútica in 1893. Aansluitend verbleef hij tot 1899 in Singapore waar Camus werkte als klerk en Engels studeerde aan het St. Joseph Institute. 
Na zijn terugkeer in Manilla was hij werkzaam als vertaler voor de Board of Health. Ondertussen studeerde hij rechten. In 1901 werd hij griffier bij het advocatenkantoor van Manilla. Na zijn toelating tot de Filipijnse balie in 1905 werd Camus in 1906 aangesteld als assistent-aanklager van Manilla. In 1910 volgde een benoeming tot rechter van het gerechtshof van Manilla. In 1913 werd hij rechter bij de Court of Land Registration en een jaar later rechter bij de Court of First Instance. Hij stond als rechter  bekend als onpartijdig en integer. 
Vanaf 1918 was Camus werkzaam als advocaat. Bijna twintig jaar lang was hij partner bij het kantoor Camus & Delgado en later Abad Santos, Camus Delgado & Recto. Tevens was hij enige tijd decaan van het Manila Law College. In zijn periode als advocaat was hij onder meer speciale aanklager in een onderzoek naar de directie van de Philippine National Bank en was hij lid van een onderzoekscommissie die onderzoek deed naar de leiding van het Bureau of Prisons.
Bij de verkiezingen van 1928 werd Camus ook politiek actief en stelde hij zich verkiesbaar voor een zetel in de Senaat van de Filipijnen. Hij werd bij die verkiezingen namens het 12e senaatsdistrict gekozen in de Senaat. Zijn termijn in de Senaat duurde tot de volgende verkiezingen in 1931.
Camus overleed in 1949 op 74-jarige leeftijd. Hij was getrouwd met Matilde Vargas en kreeg met haar een zoon en een dochter.